# Kirpichnoye (Krasnodar)
Kirpichnoye (del ruso: Кирпичное) es un seló del raión de Tuapsé del krai de Krasnodar, en el sur de Rusia. Está situado en las estribaciones meridionales del extremo oeste del Cáucaso Occidental, a orillas del río Tuapsé, 12 km al nordeste de Tuapsé y 98 km al sur de Krasnodar, la capital del krai. Tenía 1 188 habitantes en 2010.
Pertenece al municipio Gueórguiyevskoye.

## Transporte
Cuenta con una plataforma ferroviaria en la línea Tuapsé-Krasnodar. Por la localidad pasa la carretera R254 Maikop-Tuapsé.